# Bekhend
Bekhend (angleško backhand) je eden od dveh najpogostejših teniških udarcev; drugi je forhend. Bekhend je bil v preteklosti udarec, s katerim so želeli igralci ohraniti ravnotežje v igri, danes pa je pri večini igralcev in igralk skoraj popolnoma enakovreden forhendu in z njim igralci dosegajo direktne točke.

## Vrste behkendov
- ravni bekhend (brez poudarjene rotacije žoge)
- spin (vrteči) bekhend (poudarjena rotacija žoge naprej)
- slice (rezani) bekhend (poudarjena rotacija žoge nazaj)
- lob behkend (poudarjena rotacija žoge naprej in visok let žoge)
- smash backhand (eden najtežjih teniških udarcev)[1]

Poleg vrste bekhenda vezanih na rotacijo žoge, pa obstajata še enoročni in dvoročni udarec. Bolj pogost je dvoročni. Za enoročni bekhend je značilno zelo naravno gibanje roke, za dvoročni pa, daje gibanje zunanje roke enako kot pri forhend udarcu.

### Prijemi za enoročni bekhend
- bekhend prijem (za ravni, spin behkend),
- ekstremni bekhend prijem (za vrteči bekhend),
- kontinentalni prijem (za rezani bekhend).

### Prijemi za dvoročni bekhend
- kontinentalni prijem (desna roka) in forhend prijem (leva roka)
- bekhend prijem (desna roka) in forhend prijem (leva roka)
- forhend prijem (desna in leva roka)

### Vrsti zamaha
- polkrožni nazaj-naprej je uporaben pri enoročnem in dvoročnem bekhendu
- zamah naprej-nazaj pa je bolj pogost pri enoročnem bekhendu

Udarec se uporablja v vseh fazah igre: pripravi, obrambi in napadu. 
Prednosti dvoročnega bekhenda so pri vračanju, izvedbi močno rotiranih žog in ostro odigranih udarcev. 
Prednosti enoročnega bekhenda so pri napadanju, prehodu k mreži in reševanju nizkih in zelo oddaljenih žog

## Izvedbe bekhend udarcev

### Ravni dvoročni bekhend udarec
Začetni položaj za dvoročni bekhend je položaj, ki je skupen vsem udarcem, z izjemo servisa. Gre za aktiven položaj, ki mu omogoča hiter začetek gibanja in izvedbo udarca. Začetnemu položaju sledi pripravljalni poskok. Pripravljalni poskok (angleško split step) igralec izvede v trenutku, ko drugi igralec zadene žogo. Potek dvoročnega bekhenda se nadaljuje z zasukom ramen in prenosom teže na zunanjo nogo, ramena so v tem trenutku pravokotno na položaj mreže, leva roka vodi lopar do zamaha. S tem se zaključi pripravljalni del udarca in se začne pospeševanje. Zamah je naslednji del udarca. Pri izvedbi zamaha, ki ga igralec izvede zelo hitro, pokaže znak na ročaju loparja proti mreži, ramen so še vedno v bočnem položaju in teža telesa pretežno na levi nogi. Sledi nadaljevanje pospeševanja in izvedba udarca. Lopar potuje proti točki zadetka, ki je pri dvoročnem bekhendu praviloma pred telesom. Položaj točke zadetka je odvisen predvsem od prijema. Zamah se pri dvoročnem prijemu zaključi pri desnem ramenu. Ramena in boki so v frontalnem položaju. Teža telesa je že pretežno na sprednji nogi.

### Ravni enoročni bekhend udarec
Začetni položaj je enak kot pri dvoročnem bekhend udarcu, razen pri prijemu, se položaj v zamahu ne razlikuje od tistega pri dvoročnem bekhendu. S tem se zaključi pripravljalni del udarca in se začne pospeševanje. V zamahu se praviloma lopar ne ustavi, pač pa le spremeni smer gibanja. V tem delu se pokaže zank na ročaju loparja v smeri mreže. Pospeševanje loparja se iz skrajne točke za telesom nadaljuje proti točki zadetka. Točka zadetka je pred telesom. Oddaljenost točke pred telesom je odvisna od prijema. Za pravni bekhend je specifično to, da ramena med izvedbo aktivnega dela udarca ostajajo v bočnem položaju. V času aktivnega dela udarca se teža telesa prenaša z zadnje noge naprej. Ob udarcu je teža že v večji meri na sprednji nogi. Zamah se zaključi visoko spredaj nad glavo. Leva roka ob izvedbi udarca ostane za ali ob telesu in opravi ravno nasprotno gibanje kot igralna roka.
Poglavitna razlika med enoročnim in dvoročnim bekhendom je v položaju ramen in bokov, kjer, razen v posebnih primerih, ne pride do izrazite rotacije ramen.

## Seznam referenc
1. ↑  http://www.teniskisvet.com/najlepse-poteze-backhand-smash/%5B%5D